# Kotavan
Kotavan è un comune dell'Azerbaigian situato nel distretto di Ağdaş. Conta una popolazione di 938 abitanti.